# Kris Severson
Kris Severson ist ein ehemaliger US-amerikanischer Skispringer.

## Werdegang
Severson gab am 3. Dezember 1989 in Thunder Bay sein Debüt im Skisprung-Weltcup. Jedoch gelang es ihm in seinem ersten Jahr nicht, Weltcuppunkte zu gewinnen. Auch bei der Vierschanzentournee 1990/91 gelang ihm das nicht, jedoch konnte er sich als 81. in der Gesamtwertung der Tournee platzieren.
Bei der Nordischen Skiweltmeisterschaft 1991 im italienischen Val di Fiemme startete Severson in beiden Einzeldisziplinen sowie im Teamwettbewerb. Von der Großschanze erreichte er nach Sprüngen auf 98 und 91,5 Meter auf den 41. Platz. Von der Normalschanze belegte er nach Sprüngen auf 71 und 76 Metern den 51. Platz. Im Teamspringen erreichte er gemeinsam mit Ted Langlois, Mark Konopacke und Jim Holland den 13. Platz.
Auch bei den folgenden Weltcups der Skisprung-Weltcup 1990/1991 gelang es Severson nicht im Weltcup die Punkteränge zu erreichen, woraufhin er am Ende der Saison seine aktive Skisprungkarriere beendete.

## Erfolge

### Vierschanzentournee-Platzierungen
| Saison  | Platz | Punkte |
| ------- | ----- | ------ |
| 1990/91 | 81.   | 63,3   |